# Black Castle (County Limerick)
Black Castle ist die Ruine eines Tower House an der Ostseite des Lough Gur im irischen County Limerick.
Dies ist eine der Burgen, die während der Desmond-Rebellionen genutzt wurden, und vermutlich der Ort, an dem der Earl of Desmond 1573 seine Autorität sicherte, nachdem er bei seiner Rückkehr von London nach Munster seine englische Kleidung ausgezogen und irische Gewänder angezogen hatte.